# Viorica Edelhauser
Viorica Edelhauser (n. 17 iunie 1943 și d.2009 Decembrie 23) este un fost deputat român în legislatura 1990-1992, ales în județul Hunedoara pe listele partidului Ecologist-SD. În cadrul activității sale parlamentare, Viorica Edelhauser a fost membru în grupurile parlamentare de prietenie cu URSS, Regatul Thailanda, Republica Italiană, Republica Populară Chineză, Ungaria, Republica Coreea și Republica Libaneză.